# Кимаки

Страна кимаков по карте ал-Идриси. (Б. Е. Кумеков // Страны и народы Востока, 1971 год)

Кимаки — тюркский или монгольский кочевой народ, в ряде источников именуемый «имеками». Занимали территории восточного и центрального Казахстана.
Л. Н. Гумилёв отождествлял кимаков с чумугунь (кит. 处木昆), потомками среднеазиатских хуннов из объединения чуйских племён алты чуб. В VII веке в Западно-тюркском каганате чумугунь входили в союз племён дулу. При этом тождественность чумугунь и кимаков не является общепризнанной.
В конце IX века в состав кимакского государства входило семь племенных групп: ишк, ланиказ, аджлад, айрум, баяндур, татар, кыпчак.
Государство кимаков прекратило своё существование в результате «цепной миграции» кочевых племён в 630-х годах, когда «кимаки потеряли политическую гегемонию и оказались в зависимости от кыпчаков». Приблизительно в то же время была записана генеалогическая легенда Гардизи.

## Происхождение
В казахстанской историографии преобладает мнение о том, что кимаки являются телесским племенем, известным в китайских источниках как яньмо. Согласно мнению Б. Е. Кумекова, кимаки (яньмо) в начале VII века обитали в бассейне Кобдо, в Северо-Западной Монголии. В середине VII в. они откочевали севернее Алтайских гор и в Прииртышье. Между 766 и 840 годами кимаки заняли территорию Западного Алтая, Тарбагатая и Алакольской котловины. При этом как полагает Ж. М. Сабитов, версия Б. Е. Кумекова о том, что кимаки проживали на территории Алтая и Иртыша, начиная с VII века, ошибочна. Более обоснованной является версия С. М. Ахинжанова об относительно позднем появлении кимаков на Иртыше. По мнению Ж. М. Сабитова, появление кимаков на Иртыше стоит датировать никак не раньше конца X века — начала XI века
В состав кимаков входило семь племён: эймюр (ими), имек, татар, кыпчак, баяндур, ланиказ, аджлар (аджлад). Ими (эймюр) является вариантом произношения известного племени киби, входившего в телесский союз. Название имек больше известно как кимек. Ланиказ является написанием названия рода теленгит (доланьго). Аджлад имеет отношение либо к уйгурскому роду эдиз, либо к монголоязычному племени ажа.
Л. Н. Гумилёв отождествлял кимаков с чуйским племенем чумугунь, хотя эта версия не имеет общего признания. Данная версия, по мнению Ж. М. Сабитова, выглядит экстравагантной.
Существует несколько версий о происхождении народа и судьбе его потомков, одной из которых является версия о гораздо более близкой родственности якутских и казахских племён, нежели официально признано сегодня. Казахский востоковед и историк С. М. Ахинжанов самоназванием кимаков считал слово уранхай или в отдельности кай и уран, означавшего змею. При этом, согласно Ж. М. Сабитову, племена кимак и кай (уран) имеют разное происхождение. Кимаки (йемеки) им отождествляются с монголоязычными кумоси и более поздними урянхайцами. Кай (уран), по его мнению, не тождественны кимакам.
Предполагается, что кимаки могли иметь тайное, секретное название, которое являлось тотемическим символом. Этим именем могло быть обозначение змеи — джилан или йылан. Подразделение башкирских кыпчаков елань принято связывать с джиланами или йыланами.

### Монгольская теория
Рядом исследователей аргументирована теория, согласно которой кимаки являются потомками монголоязычных кумоси. С. М. Ахинжанов выдвигает свою оригинальную теорию, доказывая, что кимаки — это известный из других источников народ кай или кумоси (си, хи) из китайских источников. Йемеки и кимаки, по его мнению, разные народы. Доказывая свой основной тезис о тождестве кимаков и кумоси (каи), Ахинжанов С. М. приводит аналогичные мнения Григорьева В. В., Пелльо П., Менгеса К. Г., Минорского В. Ф., Василевича Г. М., Туголукова В. А. Пилипчук Я. В. также поддержал точку зрения о происхождении кимаков от кумоси. При этом по сведениям автора IX века Ибн-Хордадбеха, дошедшим в передаче автора XI века Гардизи, кимаки происходили из татар.
Несколько иной точки зрения придерживается Ж. М. Сабитов. Он отмечает, что у Махмуда Кашгари упоминаются два народа вместе — йемеки и каи, при этом в первоисточниках нигде не упоминаются параллельно кимаки и йемеки. Ж. М. Сабитов полагает, что кимак и йемек — разные названия одного и того же монголоязычного народа. Кай (уран), по его мнению, не тождественны кимакам, это соседние и родственные между собой народы.
В Ляо Ши, выделялись западные и восточные си. По мнению Ж. М. Сабитова, это косвенно доказывает идентичность западных кумоси и кимаков. Кумоси разделились на восточных, подчинившихся киданям и западных, ушедших на Иртыш и Алтай. Это хорошо согласуется с легендой о Шаде из сведений Гардизи.
Кумоси представляют собой потомков юйвэнь, которые управлялись выборными хуннскими старейшинами из шаньюевого рода Юйвэнь. Кумоси включали в себя как хуннские, так и дунхуские этнические элементы. Кумоси, в свою очередь, являлись предками урянхайцев.
Согласно Ж. М. Сабитову, кимаки были монголоязычны и тождественны таким племенам, как йемек, кумохи (хи, кумоси, си), кумук-атыкуз, урянкат, дачун тайцзи (великие змеи). Он полагает, что кимаки входили в состав союза цзубу, во главе которых стояли кумоси. После поражений от киданей часть союза цзубу откочевала на Запад (в район Алтая и Иртыша), где основала Кимакское владение на Иртыше. По мнению Ж. М. Сабитова, появление кимаков на Иртыше, стоит датировать никак не раньше конца X века — начала XI века

## Образование государства кимаков (по легенде Гардизи)
Генеалогическая легенда кимаков, записанная в первой половине-середине XI века персидским историком Гардизи в его труде «Зайн-ал Ахбар» и известная в переводе В. В. Бартольда, является уникальным источником по этнокультурной истории народов Южной Сибири, Средней Азии и Казахстана. Историческая достоверность отдельных изложенных в ней сюжетов уже отмечалась в литературе, однако в целом информативные возможности этого памятника ещё далеко не исчерпаны. В легенде повествуется о том, что
начальник татар умер и оставил двух сыновей, старший овладел царством, младший стал завидовать брату; имя младшего было Шад. Он сделал покушение на жизнь старшего брата, но неудачно, и боясь за себя, он, взяв с собой рабыню-любовницу, убежал от брата и прибыл в такое место, где была большая река… После этого к ним пришли семь человек из родственников татар: Ими, Имак, Татар, Баяндер, Кыпчак, Ланиказ и Аджлад… увидев их, рабыня вышла и сказала: „Эр тущ“ — то есть „остановитесь“ (дословно „мужи слезте с коней“. — Прим. А. Р.), отсюда река получила название Иртыш… Когда снег растаял… они послали одного человека в татарский лагерь… тот, пришедший туда, увидел, что вся местность опустошена и лишена населения; пришёл враг, ограбил и перебил весь народ. Остатки племени спустились к этому человеку с гор… все они направились к Иртышу… собралось 750 человек…они… образовали 7 племён, по имени 7 человек…
В композиционном плане легенда отчётливо делится на три составные части, отражающие последовательные этапы сложения кимако-кипчакского племенного объединения:
1. появление в Прииртышье после периода междоусобиц легендарного прародителя по имени Шад[4];
2. приход семи «родственников», или предков-эпонимов, связанный с уничтожением общего «народа», в который они раньше входили[4];
3. последующее расселение этих семи человек «по горам» и образование семи племён, «названных по имени семи человек»[4].

Каждому из этих этапов соответствуют определённые исторические события, известные из письменных источников или реконструируемые на основе археологических данных. Б. Е. Кумеков относит образование ядра кимаков в списке, данном Гардизи, к периоду не раньше 840 года — времени падения Второго уйгурского каганата, считая племя Ими уйгурским племенем «eyabor», причисляя к уйгурам также татар и баяндуров.

### Другие версии и комментарии
Согласно некоторым источникам предполагают, что кимаки — йемеки представляют собой сиров-тюрок, которые пришли на Иртыш после падения тюркского каганата. Отмечается при этом, что связь кыпчаков и кимаков очевидна. Махмуд Кашгари отмечает:
…йемек было племя тюркского языка, как мы сказали кыпчак». Он же пишет — «кыпчаки считают себя отдельной ветвью.
Йемеки восприняли тюркские традиции государственности и обычаи настолько, что по мнению археологов, кыпчаки и йемеки — единственные из всех тюркских народностей, продолжившие традицию постановки каменных изваяний — «балбалов», присущую только тюркютам.

## Развитие и культура

### Города кимаков
Арабский историк Ал-Идриси в своей книге называет 16 городов кимаков, 12 из которых находились в бассейне реки Иртыш. Среди них отмечает такие, как:
- Хакан-Кимак
- Имакия
- Дахлан